# Rybníky, Znojmo
Rybníky là một làng thuộc huyện Znojmo, vùng Jihomoravský, Cộng hòa Séc.